# Криденер, Карл Антонович
Карл Антонович Криднер (1777—1856) — русский генерал.

## Биография
Происходил из прибалтийского дворянского немецкого рода.
Из камер пажей 29 января 1798 года был определён поручиком в Семёновский лейб-гвардии полк; с 5 февраля 1800 года — штабс-капитан; 6 июля 1800 года пожалован орденом Иоанна Иерусалимского; с 5 октября 1808 года — капитан; 31 января 1804 года пожалован орденом Св. Анны 3 класса; с 7 августа 1805 года — полковник.
Был ранен в битве при Аустерлице. За это сражение был награждён орденом Св. Владимира 4 ст. с бантом; с 14 апреля 1806 года — батальонный командир.
За сражении при Гуттштадте 22 июля 1807 года пожалован прусским орденом «Pour le Mérite», а 20 мая 1808 года — орденом Св. Георгия 4 степени: участвовал в сражении при Гейльсберге; с 20 декабря 1809 года — полковой командир; 11 июля 1811 года объявлено Высочайшее благоволение, «за доведение полка до наилучшего состояния».
В 1812 году командовал лейб-гвардии Семёновским полком.
В книге «История лейб-гвардии Семёновского полка» П. П. Дирин указывал, что «в день приезда Кутузова к армии командир полка Криднер заболел и должен был в транспорте больных уехать в Москву». На это последовало возражение декабриста М. И. Муравьёва-Апостола:

Карл Антонович Криднер не заболел… Проезжая по дороге, по которой мы отступали, наехал на 9-ю роту… Поручик 9-й роты Павел Иванович Храповицкий сидел, не тронувшись с места. Криднер с обыкновенной своей грубостью спросил, что он тут делает…: «Впрочем, все равно, вы ли стоите у своего взвода или другой болван». После этого офицеры Семёновского полка подали прошение о переводе в армию, наши полковники последовали их примеру… Великий князь <Константин Павлович> отказал Криднеру от командования полком… <Криднер> ехал за полком до Бородинской позиции. Увидев, что войско готовится дать сражение, Криднер сказался больным и уехал в Петербург.
— Воспоминания и письма М. И. Муравьёва-Апостола. Отечественная война. 1812 год. // Мемуары декабристов. Южное общество. — Изд-во Московского университета, 1982. — С. 171—172.
12 декабря 1812 года был уволен от командования полком, с оставлением в списках полка.
17 апреля 1822 года был произведен в генерал-майоры. С января 1824 по декабрь 1826 года командовал 1-й бригадой 1-й гренадерской дивизии.
Умер 19 (31) марта 1856 года.